# Робитайл, Люк
Люк Робитайл (фр. Luc Robitaille, род. 17 февраля 1966, Монреаль, Квебек, Канада) — канадский хоккеист, левый нападающий. Провёл 19 сезонов в НХЛ. Завоевал Кубок Стэнли в сезоне 2001/02 в составе «Детройт Ред Уингз». Также выступал за «Питтсбург Пингвинз» и «Нью-Йорк Рейнджерс».
Наиболее известен своими выступлениями за «Лос-Анджелес Кингз», в составе которых провёл с перерывами 14 сезонов. Являлся капитаном «Лос-Анджелес Кингз» в сезонах 1992—1993 и 2005—2006.
В регулярных сезонах провёл 1431 матч и набрал в них 1394 очка (668 голов и 726 передач). На данный момент это 23-й результат в истории лиги среди всех игроков и второй среди левых нападающих (впереди Александр Овечкин).
Обладатель ряда рекордов «Лос-Анджелес Кингз» в регулярных чемпионатах, а также в плей-офф.
Принимал участие в 8 матчах всех звёзд НХЛ.
Завершил карьеру по окончании сезона 2005/06.

## Юниорская карьера
Робитайл был задрафтован «Лос-Анджелес Кингз» в девятом раунде (171-й общий) на драфте НХЛ 1984 года. Многие хоккейные эксперты ожидали, что Люк будет выбран в последних раундах из-за его плохих навыков катания. Робитайл сам объявил, что по ходу своей юниорской карьеры имел контакты только с одной командой НХЛ — «Лос-Анджелес Кингз». Он присутствовал на драфте 1984 (на трибунах), а позже представился генеральному менеджеру «Кингз» Роги Вашону.
Робитайл и его товарищ по бывшей команде Дэйв Тэйлор — самые низкие номера на драфте НХЛ, кто набрал 1000 очков за карьеру. В ходе драфта 1984 «Короли» в четвёртом раунде задрафтовали будущего члена бейсбольного зала славы Тома Главина, чей номер оказался на сотню мест выше номера Робитайла.
В юности Робитайл выступал за «Халл Олимпикс», команду Главной юниорской хоккейной лиги Квебека. За три сезона, проведенных в «Халл Олимпикс» Робитайл забросил 155 шайб и отдал 269 результативных передач, набрав в общей сложности 424 очка в 197 играх, в том числе 191 очков в сезоне 1985/86 и звание игрок года Канадской хоккейной лиги. В честь этого достижения QMJHL создала специальный приз «Люк Робитайл Трофи», вручаемый команде, забросившей наибольшое количество шайб за сезон.

## Карьера в НХЛ

### «Лос-Анджелес Кингз»
Робитайл дебютировал в НХЛ в 1986 году, помог «Королям» попасть в плей-офф, несмотря на 41 поражение при 31 победе. Он забросил 45 шайб и отдал 39 результативных передач в 79 играх, опередив Рона Хекстолла из «Филадельфии Флайерз» в борьбе за «Колдер Трофи» и став единственным игроком из Лос-Анджелеса выигравшим этот трофей. Он также заработал место во втором составе сборной всех звёзд НХЛ.
Робитайл забрасывал 44 и более шайб в каждом из своих первых восьми сезонов в НХЛ, только Уэйн Гретцки и Майк Босси показывали результат лучше этого.
Серия Робитайла включает в себя три сезона с результатом 50 и более шайб, в том числе лучший результат в карьере — 63 шайбы в сезоне 1992/93. В том сезоне Робитайл установил рекорды лиги по количеству голов (63) и очков (125) за сезон для левых нападающих. Рекорд по количеству голов продержался до 2008 года, когда его превзошёл Александр Овечкин. Так как капитан «Кингз» Гретцки пропустил большую часть сезона из-за травм, Люк взял капитанство на себя и вёл команду к победам, сыграв ключевую роль в попадании клуба в плей-офф. В итоге «Короли» впервые в истории франшизы достигли финала Кубка Стэнли 1993, где они проиграли «Монреаль Канадиенз» в серии из пяти игр. Робитайл забросил 9 шайб и отдал 13 результативных передач в 24 играх плей-офф.
В сезоне 1993/94 результаты Робитайла оставались на приличном уровне, но они стали значительно ниже, чем в предыдущие сезоны, в то время как Гретцки восстановился от травм и выиграл титул лучшего бомбардира лиги. Попасть в плей-офф «Королям» не удалось.

### «Питтсбург Пингвинз», «Нью-Йорк Рейнджерс»
Робитайл перешёл в «Питтсбург Пингвинз» 29 июля 1994 года в обмен на Рика Токкета и выбор пингвинов во 2 раунде драфта 1995 года. Там его результаты по количеству голов и очков оказались минимальными по причине сокращённого сезона 1994/95.
После этого сезона Робитайл вместе с Ульфом Самуэльссоном был обменян в «Нью-Йорк Рейнджерс» на Петра Недведа и Сергея Зубова. Его результаты за два сезона в «Рейнджерс» были ниже среднего, и впервые в своей карьере он набрал больше штрафных минут (80) чем очков (69) в сезоне 1995/96.

### «Лос-Анджелес Кингз»
В 1997 году генеральным менеджером «Лос-Анджелес Кингз» стал Дэйв Тэйлор. Первым его действием на новом посту стало возвращение в команду Люка Робитайла. 28 августа 1997 года с «Рейнджерс» был проведен обмен по результатам которого Робитайл присоединился к «Кингз», а в Нью-Йорк был отдан Кевин Стивенс.
В сезоне 1997/98 Робитайл забросил всего 16 шайб, пропустив много игр из-за травм. Но в течение трёх следующих сезонов он забивал не меньше 36 голов и показывал лучшую статистику в своей карьере после первого пребывания в «Кингз». 7 января 1999 года Робитайл забросил 500-ю шайбу в карьере в победном матче против «Баффало Сейбрз».
В сезоне 2000/2001 Робитайл забил 37 шайб и набрал 88 очков и помог «Королям» попасть в плей-офф впервые после 1998 года. В первом раунде плей-офф в семи матчах был повержен «Детройт Ред Уингз», но в полуфинале конференции команда Робитайла также в семи играх уступила будущему чемпиону «Колорадо Эвеланш». Люк попал во второй состав команды всех звёзд НХЛ, что стало его первым появлением в команде с 1993 года. Робитайл отказался от предложения Тэйлора заключить однолетний контракт со существенным снижением зарплаты.

### «Детройт Ред Уингз» и чемпионство
Робитайл заключил контракт с «Детройт Ред Уингз» на 9 миллионов долларов сроком на 2 года, начиная с сезона 2001/02. Предложение «Детройта» было ниже, чем у других команд, но «Красные крылья» предоставили большие шансы на завоевание Кубка Стэнли, особенно после их недавнего приобретения — вратаря Доминика Гашека.
В первом сезоне с «Ред Уингз» Робитайл забросил 30 шайб и набрал 50 очков, помог им выиграть Президентский Кубок, который вручается команде, завершившей регулярный чемпионат с наибольшим количеством очков. Из-за огромного количества бомбардиров в составе «Детройта» у Робитайла было меньше игрового времени в плей-офф, но тем не менее в тех матчах он забросил 4 шайбы. «Ред Уингз» победили «Эвеланш» в финале Западной конференции в семи играх, и Робитайл во второй раз в своей карьере смог сыграть в финале Кубка Стэнли. С победой со счётом 3:1 в пятой игре против «Каролины Харрикейнз» охота Робитайла за неуловимым Кубком Стэнли наконец закончилась. По решению капитана Стива Айзермана игроки команды, прежде не выигравшие Кубок, должны были взять его в руки сразу после Стива, и Люк стал третьим игроком команды, прокатившимся с Кубком по «Джо Луис Арена», после Айзермана и Гашека.
В сезоне 2002/03 результаты Робитайла по количеству голов оказались самыми низкими в его карьере, частично из-за ограниченного игрового времени. «Ред Уингз» потерпели неудачу в первом же раунде плей-офф, проиграв «Анахайм Дакс» в четырёх матчах.

### Возвращение в Лос-Анджелес. Завершение карьеры
Робитайл вернулся в «Кингз» как свободный агент в сезоне 2003/04. Хотя его показатели по итогам сезона (22 шайбы, 29 передач) были ниже предыдущих в качестве игрока «Королей», он лидировал в команде как по количеству голов, так и набранных очков. «Короли» оставались в борьбе за плей-офф, пока не последовала шокирующая серия из 11 поражений до конца сезона. 9 марта 2004 года Робитайл забросил 650-ю шайбу в своей карьере в победном матче против «Аризона Койотис». Несколькими днями позже 13 марта 2004 года он сыграл свою 1000-ю игру за «Королей» в проигранном матче против «Сан-Хосе Шаркс».
19 января 2006 года в ходе игры против «Атланты Трэшерз» Робитайл сделал хет-трик, достигнув и превзойдя рекорд франшизы Марселя Дионна из 550 шайб. Его рекордный гол был встречен аплодисментами вставших зрителей, продолжавшихся несколько минут и видео-поздравлением на табло. 10 апреля «Короли» объявили о намерении Робитайла закончить карьеру в НХЛ после сезона 2005/06. Люк официально подтвердил это на следующий день на пресс-конференции. Последний гол (и набранное очко) был забит в типичном стиле Робитайла: пас от Джереми Рёника, в то время как в центре правый вингер объехал мимо Куртиса Джозефа в ходе розыгрыша большинства 14 марта 2006 года в проигранном матче против «Финикс Койотс».
Робитайл сыграл свою последнюю домашнюю игру в НХЛ против «Калгари Флеймз» 15 апреля 2006 года. Он надел капитанскую букву «С», которая обычно принадлежала Маттиасу Норстрёму. Хотя он остался без набранных очков, он провёл на льду 18 минут 37 секунд и нанёс 4 броска по воротам. Он также был вторым бросающим в серии буллитов, но его бросок в верхний правый угол ворот был отражён перчаткой Микки Кипрусоффа, несмотря на то, что была открыта щель между щитков вратаря. «Кингз» одержали победу в игре со счётом 2:1 благодаря реализованному буллиту Павлом Демитрой и трём сейвам в буллитной серии вратаря Джейсона Лабарберы. После игры «Короли» провели для Робитайла церемонию прощания, где ему подарили стоячие овации 18118 болельщиков при полном аншлаге. После того, как песнопения в его честь стихли, он произнёс короткую речь и проехал последний круг по льду Стэйплс-центра.
Робитайл закончил свою игровую карьеру 17 апреля 2006 года в игре против «Сан-Хосе Шаркс». «Короли» выиграли эту игру со счётом 4:0, а Джейсон Лабарбера заработал сухарь. В ходе всего матча в честь Люка звучали аплодисменты и песни от 17496 болельщиков, а также добрые пожелания от многих игроков «Шаркс». После того, как игра закончилась, игроки «Кингз» вышли и собрались вокруг Люка вместо того чтобы традиционно поздравлять вратаря. Игроки «Шаркс» также вышли на лёд чтобы пожать руку Робитайлу, прежде чем отправиться в свою раздевалку.

## В сборной
Робитайл участвовал за сборную Канады в трёх международных турнирах:
- Чемпионат мира среди юниоров 1986 года,
- Кубок Канады 1991,
- Чемпионат мира 1994 года.

Золотая медаль на чемпионате мира 1994 года стала первым титулом Канады за 33 года. Пройдя турнир без поражений, Канада встретилась с Финляндией в финале. Финны повели в счёте, но канадцы отыгрались благодаря Роду Бриндамору. Десять минут овертайма ничего не решили, и игра перешла в серию буллитов. В первых пяти буллитах Робитайл и Джо Сакик забили за Канаду, но Яри Курри и Микко Макела ответили за финнов. В серии до первого реализованного буллита Робитайл бросал первым и, несмотря на потерю шайбы при подходе к воротам, смог переиграть Ярмо Миллиса, оказав давление на финнов. Билл Ранфорд сделал сейв, и Канада стала чемпионом мира. «Я не уверен, что когда-либо прыгал так высоко в моей жизни, — позже сказал Робитайл о своей реакции после заключительного сейва Рэнфорда. — Это было просто такое облегчение, и празднование было таким, что я никогда этого не забуду».

## Рекорды и достижения

### «Лос-Анджелес Кингз»
- наибольшее количество очков за карьеру для левого нападающего — 1154.
- наибольшее количество очков за сезон для левого нападающего — 125.
- наибольшее количество очков за сезон для новичка — 84.
- наибольшее количество голов за карьеру — 668
- наибольшее количество голов за карьеру для левого нападающего — 668.
- наибольшее количество голов за сезон для левого нападающего — 63.
- наибольшее количество голов за сезон для новичка — 45.
- наибольшее количество победных голов за карьеру — 73.
- наибольшее количество голов в большинстве за карьеру — 210.
- наибольшее количество голов в большинстве за сезон — 26.
- наибольшее количество голов в большинстве за игру — 4.
- количество сезонов подряд с результатом 40 голов и более — 8.
- наибольшее количество голов за игру — 4 (делит первое место).
- наибольшее количество голов в овертайме за сезон — 5 (делит первое место).
- наибольшее количество результативных передач за карьеру для левого нападающего — 597.
- наибольшее количество результативных передач за сезон для левого нападающего — 63 (1991-92).
- наибольшее количество результативных передач за период — 4 (делит первое место).
- наибольшее количество проведенных за команду матчей для левого нападающего — 1077.
- наибольшее количество бросков по воротам для левого нападающего — 3091.
- количество хет-триков за карьеру — 13 (включая два раза по 4 гола за игру).

## Статистика
| Легенда | Легенда                    | Легенда | Легенда                   | Легенда | Легенда    |
| ------- | -------------------------- | ------- | ------------------------- | ------- | ---------- |
| И       | Количество проведённых игр | Штр     | Штрафное время            | +/−     | Плюс-минус |
| Г       | Голы                       | П       | Голевые передачи          | О       | Очки       |
| -       | Статистика неизвестна      | —       | Статистика не учитывалась |         |            |